# Меланхолия
Меланхо́лия (от др.-греч. μελαγχολία — «разлитие чёрной жёлчи», то есть «меланхолия», ← μέλας «чёрный; тёмный» + χολή «жёлчь; гнев»; в русской терминологии хандра́, мра́чное помеша́тельство) — термин, использовавшийся вплоть до начала XX века для обозначения вида психических расстройств, характеризующихся состояниями с пониженным настроением. В настоящее время является синонимом тяжёлой эндогенной депрессии.

## История
Термин «меланхолия» был предложен ещё в древности «отцом медицины», греческим врачом Гиппократом (IV век до н. э.). На протяжении столетий причиной меланхолии считался избыток жёлчи в организме. Энциклопедическое описание всех видов и проявлений меланхолии (так, как она понималась в XVII веке) приведено в объёмном трактате Роберта Бёртона «Анатомия меланхолии» (1621).

## Меланхолия в современных классификациях
В Международной классификации болезней, травм и причин смерти 9-го пересмотра (МКБ-9) «меланхолия без дополнительных уточнений» включалась в рубрику 296.9 (неуточнённые аффективные психозы), а «инволюционная меланхолия» кодировалась кодом 296.13. Инволюционная меланхолия описывалась в классификаторе как психоз, определяющийся «тревожно-бредовой депрессией, имеющей хроническое течение с тенденцией к застыванию», при этом не должно было быть указания на перенесённые в прошлом аффективные и аффективно-бредовые расстройства.
В Международной классификации болезней 10-пересмотра (МКБ-10) меланхолия является синонимом тяжёлой депрессии. «Меланхолия без психотических симптомов» входит в диагноз «депрессивный эпизод тяжёлой степени без психотических симптомов» (F32.2). В диагноз F32.2 также входит значительная депрессия, витальная депрессия, ажитированная депрессия (с беспокойством и ажитированностью больного).
В настоящее время вместо понятия «меланхолия» в медицинских целях используется термин «депрессия». В обиходе «меланхолией» называют просто грустное, унылое настроение.